# 1579 w polityce
Wydarzenia polityczne w 1579 roku.

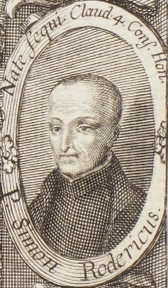
Simão Rodrigues

- 16-17 lutego – narada senatorów z królem Stefanem Batorym w Grodnie w sprawie planowanych działań wojennych[1].
- 28 lutego – biskup krakowski Piotr Myszkowski zezwolił mieszkańcom Kielc na swobodny wyrób wódki i wina, zapewniając przy tym wyłączność na produkcję w całym kluczu dóbr biskupich.
- luty-marzec – wyprawa Krzysztofa „Pioruna” Radziwiłła przeciwko wojskom moskiewskim w Inflantach i zdobycie zamku w Kirumpää[1].
- 23 lipca – wojska Stefana Batorego zdobyły moskiewski zamek Koziany
- 31 lipca – wojska Stefana Batorego zdobyły moskiewski zamek Krasne
- 4 sierpnia – wojska Stefana Batorego zdobył moskiewski zamek Sitno nad rzeką Połotą

## Zmarli
- Simão Rodrigues, ksiądz portugalski, jeden z założycieli zakonu jezuitów[2].